# Avenue de Neuilly
Pour l’article homonyme, voir Avenue de Neuilly (Fontenay-sous-Bois).
L'avenue de Neuilly est une voie parisienne des 16e et 17e arrondissements de Paris, dans la zone de l'échangeur entre le boulevard périphérique, la porte Maillot et l'avenue Charles-de-Gaulle (à Neuilly-sur-Seine) allant vers la Défense et l'autoroute A14.

## Situation et accès
Cette avenue de Neuilly fait partie de la ville de Paris, elle débute place de la Porte-Maillot (à l'ouest de l'avenue de la Grande-Armée) et va jusqu'à la limite du territoire de Neuilly-sur-Seine où elle se poursuit par l'avenue Charles-de-Gaulle.
Presque aussi large (75 m) que longue (100 m), c'est un tronçon minuscule de la perspective de plus de 7 km allant de la Concorde jusqu'à la Défense.
Sa principale caractéristique, en plus d'être l'une des avenues les plus courtes de Paris, est qu'elle n'a pas le moindre habitant. Elle ne comporte aucun bâtiment du côté pair (dans le 17e), et un seul immeuble (de bureaux) numéroté 23 à 27, du côté impair (dans le 16e).
Malgré cela, elle figure dans les voies parisiennes du jeu de Monopoly. Toutefois, en 1935, lors de la création de la version parisienne du Monopoly, l'avenue de Neuilly courait de part et d'autre de la limite entre Paris et Neuilly, puis l'avenue a changé de nom à Neuilly seulement.

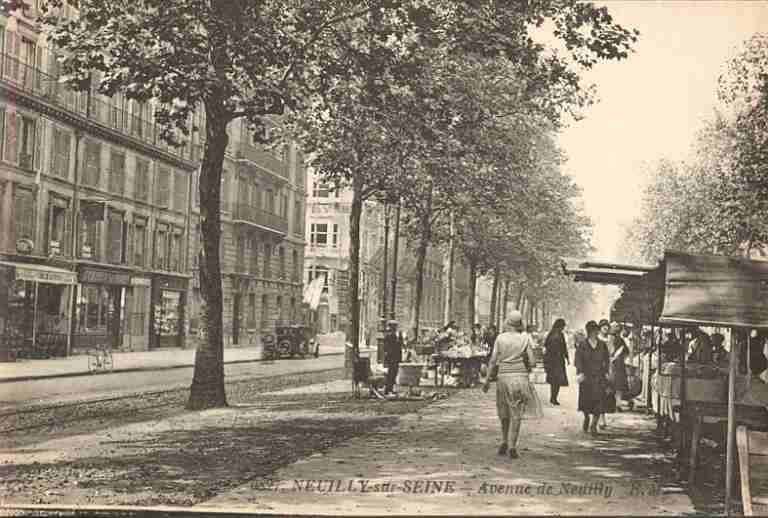
Avenue de Neuilly, à Neuilly, vers 1900.

## Origine du nom
Cette voie doit son nom à Neuilly à laquelle elle mène. 

## Historique
Sous le nom d'avenue de Neuilly (son nom historique attesté sur les plans dès 1726), cette grande avenue allait depuis place de l’Étoile jusqu'au pont de Neuilly sur un trajet alors entièrement sur le territoire de la ville de Neuilly.  
Au début du XIXe siècle, cette avenue se nomma d'abord « route de Saint-Germain » (1820), puis « route de Sablonville » (1850) et « route impériale no 13 » à partir de 1863, sous Napoléon III, puis  « route nationale 13 ». Elle a ensuite été rebaptisée par la ville de Neuilly du nom d'« avenue Charles-de-Gaulle » en 1971. Cependant, l'ancien nom d'« avenue de Neuilly » est encore d'usage courant pour les Neuilléens et surtout pour les Parisiens.
C'était un des rares cas de voie portant le nom de la commune sur laquelle elle se trouvait.
L'aménagement de la porte Maillot, de la place de la Porte-Maillot et du palais des congrès font que de tout cela, il ne reste aujourd'hui comme avenue de Neuilly qu'un tronçon parisien de moins de 100 m qui enjambe le périphérique.

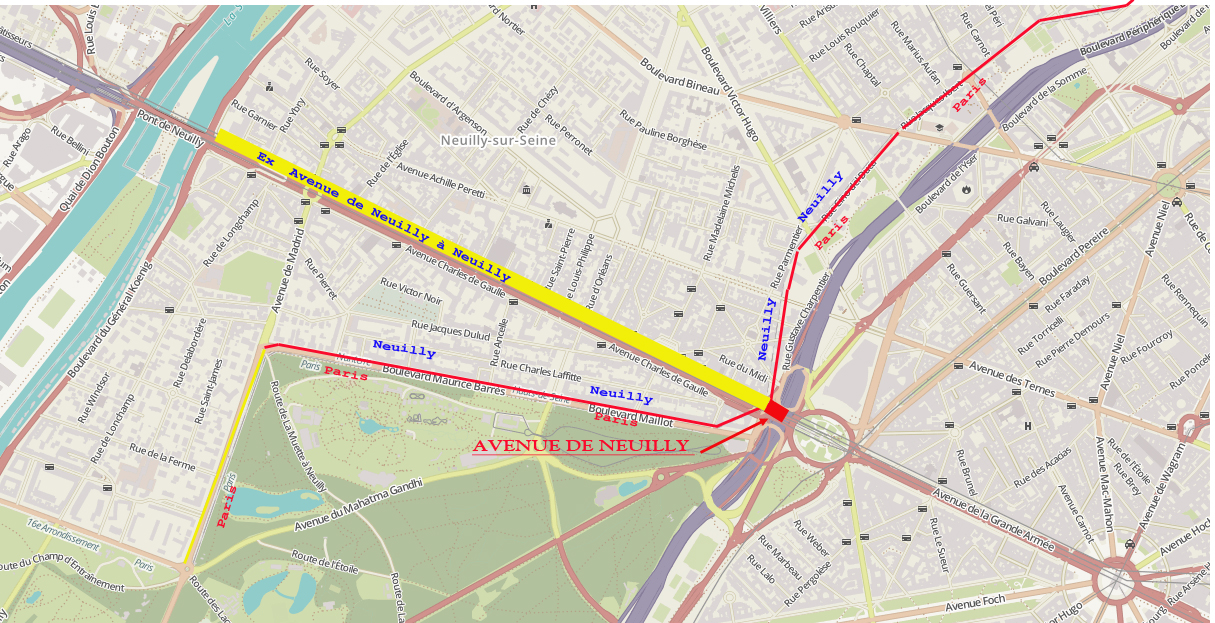
En rouge, l'avenue de Neuilly, aujourd'hui ; en jaune, ce qu'elle était avant 1971.

Ce tronçon a d'ailleurs été distrait du territoire de la commune de Neuilly-sur-Seine pour être rattaché à la ville de Paris en 1929 en même temps que le bois de Boulogne.